# 판교초등학교
판교초등학교는 대한민국 경기도 성남시 분당구에 있는 공립 초등학교이다.

## 연혁
- 2010년 1월 11일 경기도 조례 제4001호 학교설립 공포
- 2010년 3월 1일 판교초등학교 개교
- 2010년 3월 1일 초대 김의철 교장 취임
- 2011년 3월 10일 유치원 2학급 개원
- 2014년 9월 1일 이인순 교장 부임
- 2015년 2월 13일 제5회 졸업(누계 792명)
- 2015년 3월 2일 34학급 편성(952명)
- 2016년 2월 5일 제6회 졸업(누계 924명)
- 2016년 3월 1일 34학급편성(960명)
- 2016년 9월 1일 혁신학교지정, 자율학교지정
- 2017년 2월 8일 제7회 졸업(누계 1070명)
- 2017년 3월 2일 35학급 편성(1013명)
- 2018년 2월 29일 제 8회 졸업(누계 1226명)
- 2018년 3월 2일 36학급 편성(1013명)
- 2018년 9월 1일 제 4대 김학수 교장선생님 부임
- 2019년 1월 4일 제 9회 졸업식(누계 1387명)
- 2019년 3월 2일 37학급 편성
- 2020년 1월 7일 제 10회 졸업식(누계 1571명)
- 2020년 3월 2일 37학급 편성
- 2020년 9월 1일 혁신학교 및 자율학교 재지정
- 2021년 1월 7일 제 11회 졸업식 (누계 1744명)
- 2021년 3월 2일 37학급 편성
- 2021년 12월 31일 제 12회 졸업식(누계 1881명)
- 2022년 3월 1일 37학급 편성
- 2022년 3월 1일 제 5대 서충원 교장선생님 부임
- 2023년 3월 1일 36학급 편성

### 2023년 12월 29일 제 14회 졸업식(누계 2215명)
- 2024년 3월 1일 37학급편성

## 학교 정문(남문)
학교의 교문 중 하나로,주차장 입구가 있으며,(학교 측에서)오른쪽에는 운동장이,왼쪽에는 주차장이 있다. 정문 현관과 연결되어 있다.

## 학교 후문(서문)
학교의 교문 중 하나로,후문 현관과 연결되어 있다.